# Muscar cu sprâncene ruginii
Muscarul cu sprâncene ruginii (Anthipes solitaris) este o specie de pasăre paseriforme din familia Muscicapidae. Este originar din Indonezia, Laos, Malaezia, Myanmar, Thailanda și Vietnam. Habitatul său natural sunt pădurile montane umede subtropicale sau tropicale. A fost plasat anterior în genul Ficedula.